# Fritz Mitthof
Fritz Mitthof (* 6. November 1964 in Stuttgart) ist ein deutscher Althistoriker und Papyrologe.
Fritz Mitthof studierte Geschichte und Philosophie in Heidelberg, wo er 1996 mit einer von Géza Alföldy und Dieter Hagedorn betreuten Arbeit über die Heeresversorgung im spätantiken Ägypten promoviert wurde. Anschließend war er zunächst als wissenschaftlicher Mitarbeiter in Jena tätig, seit 1998 in Wien, wo er bis 2008 Mitarbeiter der Kommission für Antike Rechtsgeschichte an der Österreichischen Akademie der Wissenschaften war. Nachdem er sich 2004 an der Universität Wien habilitiert hatte, wurde er dort als Nachfolger von Gerhard Dobesch 2008 Professor für Römische Geschichte, Altertumskunde und Epigraphik. Ihm wurde 2015 die Ehrendoktorwürde der Babeș-Bolyai-Universität Cluj verliehen. 2017 wurde er als korrespondierendes Mitglied in die Österreichische Akademie der Wissenschaften gewählt.
Forschungsschwerpunkt Mitthofs ist die Geschichte der römischen Kaiserzeit, geographisch dabei insbesondere der Donau- und Balkanraum sowie Ägypten. Er hat mehrere Papyruseditionen herausgegeben.

## Schriften
- Annona militaris. Die Heeresversorgung im spätantiken Ägypten. Ein Beitrag zur Verwaltungs- und Heeresgeschichte des Römischen Reiches im 3. bis 6. Jh. n. Chr. 2 Bände. Gonnelli, Firenze 2001.
- Ein spätantikes Wirtschaftsbuch aus Diospolis Parva. Der Erlanger Papyruskodex und die Texte aus seinem Umfeld (P. Erl. Diosp.). Saur, München 2002, ISBN 3-598-77547-4.
- (Hrsg.): Corpus papyrorum Raineri. Band 23. Griechische Texte. – 16. Neue Dokumente aus dem römischen und spätantiken Ägypten zu Verwaltung und Reichsgeschichte (1.–7. Jh. n. Chr.). De Gruyter, Berlin 2002, ISBN 3-85119-288-5.
- (Hrsg.): Papyrologica Vindobonensia. Band 3. Griechische Papyrusurkunden kleineren Formats. SPP III 119–238. Schuldscheine und Quittungen. Verlag der Österreichischen Akademie der Wissenschaften, Wien 2007, ISBN 978-3-7001-3535-7.